# Джуно Темпл
Джуно Вайолет Темпл (англ. Juno Temple; 21 липня 1989, Лондон) — британська кіноакторка, що прославилася ролями у фільмах «Тріщини», «Ще одна з роду Болейн» та «Спокута». 2013 року Джуно отримала премію BAFTA в номінації «Висхідна зірка».

## Біографія
Джуно Вайолет Темпл народилася 21 липня 1989 року в Лондоні в родини актора Джуліана Темпла та акторки Аманди Темпл. Названа на честь містечка Джуно Темпл у Великому Каньйоні, яке батьки відвідали під час вагітності матері. У неї є два молодших брата — Лео та Фелікс. Незабаром після її народження сім'я переїхала в США, де Джуно провела перші 4 роки свого життя. Потім родина повернулася до Англії та оселилася в Сомерсеті. Виросла в графстві Сомерсет, закінчила Королівський коледж в Тонтоні. 
Темпл почала свою кар'єру як дитяча акторка у фільмі 1997 року «Віго: Пристрасть до життя» (англ. Vigo: Passion for Life) про Жанf Віго. Першою роллю на великому екрані стала робота у фільмі «Обитель демонів», знятому її батьком 2000 року. Потім з'явилася в ряді інших картин, переважно в ролях другого плану.
На початку своєї кар'єри вона отримала схвальні відгуки критиків за кілька ролей другого плану. Один з рецензентів писав, що вона зіграла свою роль у фільмі «Скандальний щоденник» (2006) з «дратівливістю і тривогою», а її виконання ролі Лоли Квінсі у фільмі «Спокута» (2007) було названо «вражаючим». Вона пройшла прослуховування на роль Луни Лавґуд у фільмі «Гаррі Поттер і Орден Фенікса» (2007), хоча роль врешті-решт дісталася Еванн Лінч.
2009 року переїхала жити в Лос-Анджелес, щоб продовжити кар'єру в Голлівуді. Темпл знялася в кліпі Kid Harpoon на пісню «Milkmaid».
2013 року отримала премію Британської академії телебачення та кіномистецтва в номінації «Висхідна зірка».

## Фільмографія

### Кінофільми
| Рік  |   | Українська назва                                 | Оригінальна назва                            | Роль                       |
| ---- | - | ------------------------------------------------ | -------------------------------------------- | -------------------------- |
| 2000 | ф |                                                  | Pandaemonium                                 | Емма Сауті                 |
| 2006 | ф | Скандальний щоденник                             | Notes on a Scandal                           | Поллі Гарт                 |
| 2007 | ф | Спокута                                          | Atonement                                    | Лола                       |
| 2007 | ф | Однокласниці                                     | St Trinian's                                 | Селія                      |
| 2008 | ф | Ще одна з роду Болейн                            | The Other Boleyn Girl                        | Джейн Болейн               |
| 2008 | ф | Дике дитя                                        | Wild Child                                   | Дріппі                     |
| 2009 | ф | Початок часів                                    | Year One                                     | Іма                        |
| 2009 | ф | Містер Ніхто                                     | Mr. Nobody                                   | Анна                       |
| 2009 | ф | Тріщини                                          | Cracks                                       | Ді Редфілд                 |
| 2009 | ф | Однокласниці і таємниця піратського золота       | St Trinian's 2: The Legend of Fritton's Gold | Селія                      |
| 2010 | ф | Ґрінберґ                                         | Greenberg                                    | Мюріел                     |
| 2010 | ф | Ба-бах!                                          | Kaboom                                       | Лондон                     |
| 2010 | ф | Паскудне дівчисько                               | Dirty Girl                                   | Даніель Едмондстон         |
| 2011 | ф | Спокійної ночі, Місяць                           | Little Birds                                 | Лілі Хобарт                |
| 2011 | ф | Мушкетери                                        | The Three Musketeers                         | Анна Австрійська           |
| 2011 | ф | Кілер Джо                                        | Killer Joe                                   | Дотті Сміт                 |
| 2012 | ф | Темний лицар повертається                        | The Dark Knight Rises                        | Холлі Робінсон             |
| 2012 | ф | Мільйон для чайників                             | The Brass Teapot                             | Еліс                       |
| 2012 | ф | Безвихідна ситуація                              | Small Apartments                             | Сімон                      |
| 2012 | ф | Джек і Діана                                     | Jack & Diane                                 | Діана / Карен              |
| 2013 | ф | Полуденна нега                                   | Afternoon Delight                            | МакКенна                   |
| 2013 | ф | Магія, магія                                     | Magic Magic                                  | Аліса                      |
| 2013 | ф | Лавлейс                                          | Lovelace                                     | Петсі                      |
| 2013 | ф | Роги                                             | Horns                                        | Меррін Вільямс             |
| 2014 | ф | Чаклунка                                         | Maleficent                                   | Колючка                    |
| 2014 | ф | Місто гріхів 2: Жінка, заради якої варто вбивати | Sin City: A Dame to Kill For                 | Саллі                      |
| 2015 | ф | Безпечне освітлення                              | Safelight                                    | Вікі                       |
| 2015 | ф | Лугова країна                                    | Meadowland                                   | Макензі                    |
| 2015 | ф | Подалі від шаленої юрми                          | Far from the Madding Crowd                   | Фанні Робін                |
| 2015 | ф | Чорна меса                                       | Black Mass                                   | Дебора Гассі               |
| 2016 | ф |                                                  | Away                                         | Ріа                        |
| 2017 | ф | Найбільш ненависна жінка Америки                 | The Most Hated Woman in America              | Робін Мюррей О'Хейр        |
| 2017 | ф | На Один Процент Вологи Більше                    | One Percent More Humid                       | Айріс                      |
| 2017 | ф | Колесо Чудес                                     | Wonder Wheel                                 | Кароліна                   |
| 2018 | ф | Не в собі                                        | Unsane                                       | Вайолет                    |
| 2018 | ф | Притворники                                      | The Pretenders                               | Вікторія                   |
| 2019 | ф | Труднощі адаптації                               | Lost Transmissions                           | Ханна                      |
| 2019 | ф | Чаклунка: Володарка темряви                      | Maleficent: Mistress of Evil                 | Колючка                    |
| 2021 | ф | Палмер                                           | Palmer                                       | Шеллі Бурдет               |
| 2024 | ф | Веном: Останній танець                           | Venom: The Last Dance                        | доктор Тедді Пейн / Агонія |
| 2025 | ф | Покрівельник                                     | Roofman                                      |                            |

### Телебачення
| Рік       |   | Українська назва              | Оригінальна назва                | Роль                                      |
| --------- | - | ----------------------------- | -------------------------------- | ----------------------------------------- |
| 2014      | с | Історія напідпитку            | Drunk History                    | Сібіл Ладінгтон (Епізод: «New York City») |
| 2016      | с | Вініл                         | Vinyl                            | Джеймі Вайн (10 епізодів)                 |
| 2016      | с | Історія напідпитку            | Drunk History                    | Мерилін Монро (Епізод: «Legends»)         |
| 2017      | с | Електричні сни Філіпа К. Діка | Philip K. Dick's Electric Dreams | Емілі (Епізод: «Autofac»)                 |
| 2018—2019 | с | Брудний Джон                  | Dirty John                       | Вероніка Ньюелл (7 епізодів)              |
| 2020—2023 | с | Тед Лассо                     | Ted Lasso                        | Кілі Джонс (34 епізоди)                   |
| 2021      | с | Містер Корман                 | Mr. Corman                       | Меґан (2 епізоди)                         |
| 2022      | с | Пропозиція                    | The Offer                        | Бетті Маккарт (10 епізодів)               |
| 2023—2024 | с | Фарґо (5-й сезон)             | Fargo                            | Дороті «Дот» Лайон (10 епізодів)          |